# Maria Antonia Lalia
Maria Antonia del Sagrado Corazón (Misilmeri, 17 de mayo de 1839 - Ceglie Messapica, 9 de abril de 1914), de nombre secular Raquele Lalia, fue una religiosa católica italiana, reformadora del monasterio de San Sixto en Roma y fundadora de la Congregación Misionera de San Sixto.

## Biografía
Maria Antonia Lalia nació en Misilmeri, en la provincia de Palermo, el 20 de mayo de 1839, en el seno de una familia cristiana. Pasó su infancia en Palermo, pero a los quince años fue dejada en custodia de las monjas dominicas de Misilmeri, a causa de su delicada salud. A los 17 años vistió el hábito de Santo Domingo en el colegio de María en su pueblo natal y pocos años después fue nombrada superiora del monasterio. Durante su gobierno reedificó el monasterio, fundó la escuela elemental y curó la preparación de las hermanas dedicadas a la enseñanza. Entre sus proyectos religiosos se encontraba la reconversión de Rusia al catolicismo. Para tal fin, se dirigió a Roma, con el fin de obtener el permiso para fundar colegios católicos y educar a los pobres. Pero su director espiritual, Alberto Lepidi, truncó sus planes, diciéndole que a Rusia irían sus hijas espirituales pero no ella, puesto que su misión estaba en Roma.
El 17 de enero de 1893, a Lalia, le fue concedido el abandonado monasterio de San Sixto, en Roma, con el fin de dar inicio a una nueva obra educativa. Es así, como ese día, Lalia y sus compañeras dan inicio a la Congregación Misionera de San Sixto. En el giro de pocos años, la congregación crece rápidamente. Ella misma será la fundadora de las casas de Asti (1895), Ceglie Messapica (1898), Sassari (1900), Berna (Suiza, en 1901), San Mauro Castelverde (1901) y Palermo (1904).
En 1910 se crea una división en la congregación que lleva al vicariato de Roma a comisariar el instituto y obliga a la fundadora a abandonar el cargo de superiora general. Se le obliga dejar la casa de San Sixto de Roma y debe quedarse en Ceglie Messapica como una simple religiosa. Esta situación no quebró el espíritu de Lalia y siempre estuvo pendiente del desarrollo de su instituto. En sus últimos años tuvo como director espiritual a Aníbal María di Francia. Abandonada del todo, murió el 9 de abril de 1914 y fue sepultada en el cementerio municipal.

## Culto
Los restos de Maria Antonia Lalia, inmediatamente después de su muerte, fueron objeto de veneración por los vecinos de Ceglie Messapica. Debido a su fama de santa, el 29 de junio de 1939, fueron exhumados y trasladados al aula capitular del monasterio de San Sixto en Roma. La diócesis de Roma introdujo la causa de su beatificación y Lalia fue declarada venerable por el papa Francisco el 15 de julio de 2015.